# Charles Le Cocq
Pour les articles homonymes, voir Le Cocq.
Charles Le Cocq, né le 20 avril 1898 à Rennes, Ille-et-Vilaine, mort le 11 mars 1945 près de Monkay, au Tonkin, est un combattant de la Première Guerre mondiale, qui s'illustre ensuite en Afrique comme officier de Méharistes. Lors de la Seconde Guerre mondiale, il se rallie à la France libre tout en continuant de combattre en Indochine au sein de l'armée de Vichy et meurt au combat contre les Japonais. Il est colonel et compagnon de la Libération à titre posthume.

## Biographie
Né à Rennes en 1898, Charles Le Cocq est le fils d'un rédacteur aux PTT. Il effectue ses études à Vannes jusqu'au baccalauréat, puis à Nantes pour préparer l'École de Saint-Cyr.

### Première Guerre mondiale
Pendant la Première Guerre mondiale, Charles Le Cocq est appelé pour le service militaire en avril 1917. Il est d'abord affecté au 62e régiment d'infanterie, puis admis en août 1917 à Saint-Cyr. Sorti de l'école en avril 1918, il est nommé sergent au 53e régiment d'infanterie coloniale, qui fait partie de la 10e division d'infanterie coloniale.
Il prend part aux combats de juillet 1918 en Champagne, où il se distingue particulièrement en menant sa demi-section à l'assaut d'un village défendu par un feu nourri de mitrailleuses ennemies. Il participe à la prise du village et capture vingt prisonniers dont un officier. Il s'empare également de deux mitrailleuses. Cette action lui vaut sa promotion au grade d'aspirant, et une citation à l'ordre de l'armée évoquant sa « très belle attitude au feu ».

### Entre-deux-guerres
Charles Le Cocq demande après la guerre et obtient en janvier 1919 son affectation au Maroc, au 33e RIC. Arrivé deux mois plus tard à Casablanca, il est rappelé en métropole au bout d'un mois, pour terminer à Saint-Cyr son instruction militaire. Il retourne en décembre 1919 au Maroc, nommé sous-lieutenant au 10e bataillon sénégalais.
Il combat en mai 1920 dans la région de Bou Rached où il entraîne ses hommes malgré un feu intense sur un terrain difficile, puis en octobre 1923 en AOF près de Tombouctou au combat de Tin Aïcha où il reçoit encore une citation.
Il est chef de peloton méhariste en 1924, et commande ensuite une subdivision de la région Adrar des Ifoghas. Le territoire dont il a la charge est vaste comme la Belgique et la Hollande réunies. Il combat à Tamaskate, poursuit un groupe de pillards et l'anéantit en faisant trente prisonniers, ce qui lui vaut une autre citation. Promu capitaine, il commande à partir de 1931 un groupe de nomades en Mauritanie, à la tête desquels il se distingue face à des rebelles en mars 1932, après une poursuite jugée « la plus fantastique poursuite méhariste de tous les temps ». Il est surnommé « le Grand Méhariste »,,.

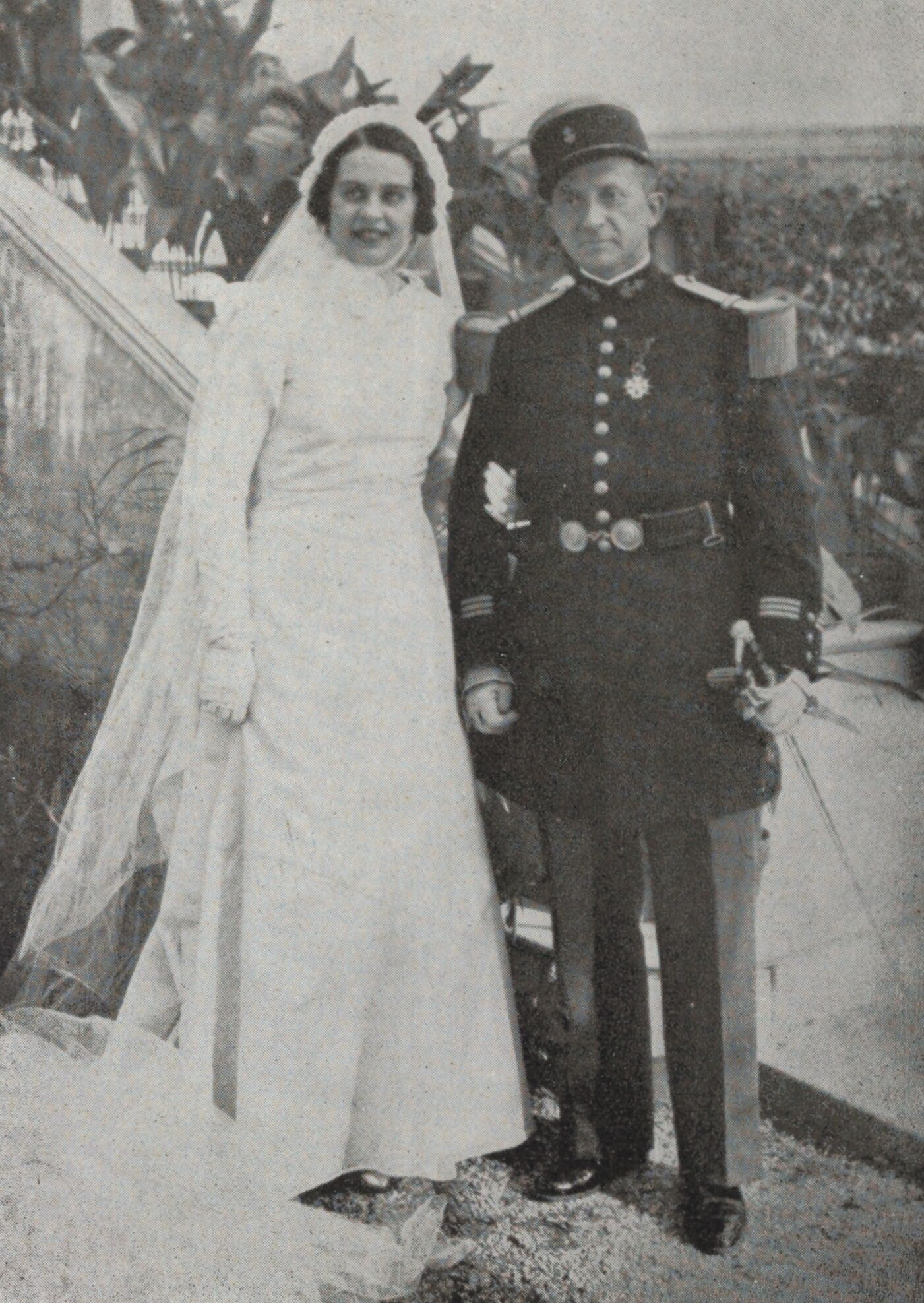
Photographie de mariage du capitaine Le Cocq et de Germaine Reverdin parue dans la presse.

Le 17 janvier 1935, il épouse à Fréjus Germaine Reverdin.
Après 1935, il est nommé au Soudan français, au commandement du cercle de Gourma-Rharous. Ensuite nommé pour l'Indochine, il part de Marseille en novembre 1938, et devient adjoint du commandant de la subdivision du Cambodge, à Phnom Penh. Nommé en Cochinchine en mars 1939, il est peu après promu chef de bataillon.

### Seconde Guerre mondiale
Charles Le Cocq est  encore en Indochine au déclenchement de la Seconde Guerre mondiale. Au moment de l'armistice, il choisit de répondre à l'appel du général de Gaulle. Il se rallie ainsi à la France libre pour continuer la lutte, mais il choisit de rester à son poste au sein de l'armée vichyste, comme commandant du 2e bataillon du régiment de tirailleurs annamites pour y résister éventuellement aux Japonais, et prépare ses troupes au combat. C'est un des très rares exemples de ralliement à la France libre tout en restant dans l'armée de Vichy.
Les hostilités commencent en janvier 1941, avec les attaques des Siamois, soutenus par les Japonais, qui veulent reprendre plusieurs territoires d'Indochine. Charles Le Cocq leur résiste avec succès, en commandant un groupement tactique comportant un bataillon, une batterie et deux groupes francs. Il résiste face à des ennemis bien plus nombreux, bénéficiant d'artillerie et d'aviation. Il défend victorieusement les positions dont il a la charge.
Il est nommé au Tonkin en décembre 1941, commandant de la subdivision militaire de Lao Kay. Il commande six compagnies de tirailleurs tonkinois et divers éléments d'artillerie. Il est promu lieutenant-colonel en novembre 1942. En août 1943, il est chargé de commander le 1er territoire militaire à Monkay, à la frontière chinoise, sur la baie d'Along.
Le Cocq organise début 1945 le territoire dont il a la charge, se préparant aux combats contre les Japonais en force. Il stimule ses hommes et les prépare méthodiquement. Les Japonais attaquent brusquement les positions françaises le 9 mars 1945. Le poste de Hakoï, près de Monkay, est assiégé et lance un S.O.S. Le Cocq y répond et quitte Monkay le 10 à midi en voiture, puis à cheval, et attaque les Japonais le lendemain. Il est tué d'une balle au cœur le 11 mars 1945,.
À titre posthume, il est créé compagnon de la Libération par le décret du 6 avril 1945, et promu colonel.

## Hommages et distinctions

### Décorations
- Officier de la Légion d'honneur.
- Compagnon de la Libération à titre posthume par décret du 6 avril 1945.
- Croix de guerre 1914–1918 avec citation à l'ordre de l'armée.
- Croix de guerre 1939–1945.
- Croix de guerre des Théâtres d'opérations extérieurs (quatre citations).
- Croix du combattant.
- Médaille coloniale avec agrafe « Maroc ».
- Médaille interalliée de la Victoire.
- Officier de l'Ordre de l'Étoile noire (Bénin).

### Autres hommages
- Le camp de La Lègue est renommé en son honneur « camp Colonel Le Cocq », et souvent appelé plus simplement « camp Le Cocq ». Il est situé route de Bagnols-en-Forêt, sur les hauteurs de Fréjus, dans le Var. C'est le lieu de garnison du 21e régiment d'infanterie de marine[5].
- Il est choisi comme parrain de la 208e promotion de l'École spéciale militaire de Saint-Cyr (2021-2024)[8]. Son chant de promotion[9] retrace les grandes étapes de sa vie pour la France et rend hommage à ses différents engagements en Afrique et en Indochine.